# 奇利亞內斯縣
1°56′0″S 79°4′0″W / 1.93333°S 79.06667°W
奇利亞內斯縣（西班牙語：Cantón Chillanes），是厄瓜多爾的縣份，位於該國中部，由玻利瓦省負責管轄，面積655平方公里，主要經濟活動是農業，2001年人口18,685，人口密度每平方公里28.53人。